# Chetronus spiniger
Chetronus spiniger is een hooiwagen uit de familie Cranaidae.